# Boxweltmeisterschaften der Frauen 2018
Die 10. Amateur-Boxweltmeisterschaften der Frauen fanden in Neu-Delhi, Indien statt.

## Medaillengewinnerinnen
| Gewichtsklasse                      | Gold                             | Silber                          | Bronze                                                           |
| ----------------------------------- | -------------------------------- | ------------------------------- | ---------------------------------------------------------------- |
| Halbfliegengewicht (– 48 Kilogramm) | Mary Kom Indien                  | Hanna Okhota Ukraine            | Madoka Wada Japan Kim Hyang-mi Nordkorea                         |
| Fliegengewicht (– 51 Kilogramm)     | Pang Chol-mi Nordkorea           | Shaina Schekerbekowa Kasachstan | Virginia Fuchs Vereinigte Staaten Tsukimi Namiki Japan           |
| Bantamgewicht (– 54 Kilogramm)      | Lin Yu-ting Chinesisch Taipeh    | Stojka Krastewa Bulgarien       | Kristy Lee Harris Australien Nandintsetseg Myagmardulam Mongolei |
| Federgewicht (– 57 Kilogramm)       | Ornella Wahner Deutschland       | Sonia Lather Indien             | Jemyma Betrian Niederlande Jo Son-hwa Nordkorea                  |
| Leichtgewicht (– 60 Kilogramm)      | Kellie Harrington Irland         | Sudaporn Seesondee Thailand     | Oh Yeonji Südkorea Karina Ibragimova Kasachstan                  |
| Halbweltergewicht (– 64 Kilogramm)  | Dou Dan Volksrepublik China      | Maria Bova Bodulina Ukraine     | Sema Çalışkan Türkei Simran Kaur Indien                          |
| Weltergewicht (– 69 Kilogramm)      | Chen Nien-chin Chinesisch Taipeh | Gu Hong Volksrepublik China     | Nadine Apetz Deutschland Lovlina Borgohain Indien                |
| Mittelgewicht (– 75 Kilogramm)      | Li Qian Volksrepublik China      | Nouchka Fontijn Niederlande     | Lauren Price Wales Naomi Graham Vereinigte Staaten               |
| Halbschwergewicht (– 81 Kilogramm)  | Wang Lina Volksrepublik China    | Jessica P. Sinisterra Kolumbien | Viktoria Kebikava Belarus Elif Güneri Türkei                     |
| Schwergewicht (+ 81 Kilogramm)      | Yang Xiaoli Volksrepublik China  | Şennur Demir Türkei             | Kristina Tkacheva Russland Danielle Perkins Vereinigte Staaten   |

## Quelle
- Wettkampfresultate IAT Leipzig